# Centro-direita
Centro-direita, também conhecido como direita moderada, dentro do conceito do espectro político de esquerda-direita, descreve a aderência a visões apoiando-se na direita, mas ao mesmo tempo próxima ao centro no espectro político de esquerda e direita que em outras variantes de direita. Dos anos 1830 aos anos 1880, houve uma mudança no mundo ocidental da estrutura de classes sociais e na economia, afastando-se da nobreza e do mercantilismo, e aproximando-se da burguesia e do capitalismo. Essa mudança econômica geral em direção ao capitalismo afetou os movimentos de centro-direita como o Partido Conservador Britânico que respondeu tornando-se favorável ao capitalismo.
A União Internacional Democrata, uma aliança de partidos políticos de centro-direita, incluindo o Partido Conservador Britânico, o Partido Republicano dos Estados Unidos, o Partido Liberal Democrático do Japão, partidos de democracia cristã, entre outros ao redor do mundo, é comprometida aos princípios que "as sociedades democráticas provêm de indivíduos por todo o mundo com as melhores condições para a liberdade política, liberdades civis, igualdade de oportunidade e desenvolvimento econômico sob o estado de direito; e portanto sendo comprometida aos avanços políticos e sociais em que sociedades democráticas são encontradas, incluindo as liberdades civis básicas e direitos humanos, como definido na Declaração Universal dos Direitos Humanos; em particular, o direito à liberdade de expressão, organização, reunião e ao desacordo não violento; o direito às eleições diretas e à liberdade de organizar oposição parlamentar efetiva ao governo; o direito a uma mídia livre e independente; o direito a uma crença religiosa, igualdade diante da lei; e oportunidade individual e prosperidade".

## História

### Da Revolução Francesa à Segunda Guerra Mundial
A inspiração proeminente da centro-direita, especialmente na Grã-Bretanha, foi o tradicionalismo de Edmund Burke. O conservadorismo tradicional de Burke foi mais moderado que o conservadorismo continental desenvolvido por Joseph de Maistre na França, que sobre a experiência da Revolução Francesa completamente denunciada ao status que existiu imediatamente precedente à revolução (ao contrário de Burke) e de Maistre procurou uma contrarrevolução reacionária que poderia desmantelar toda a sociedade moderna e retornar a uma sociedade estritamente baseada na religião. Enquanto Burke condenou a Revolução Francesa, ele apoiou a Revolução Americana que ele viu sendo uma revolução conservadora. Burke clamou aos americanos revoltados pela mesma razão que os ingleses durante a Revolução Gloriosa, em ambos os casos a monarquia tinha ultrapassado as fronteiras de seus deveres. Burke clamou que a Revolução Americana foi justificada porque o rei Jorge III ultrapassou seus direitos habituais impondo taxas aos colonos americanos sem seu consentimento. Burke se opôs à Revolução Francesa por ele se opôs a suas ideias antitradicionalistas e seu uso de ideias abstratas, como a Declaração dos Direitos do Homem e do Cidadão e seu igualitarismo universal que Burke repreendeu reclamando que ele efetivamente endossou "cabeleireiros" sendo ágeis para serem políticos.
Na Grã-Bretanha, o movimento conservador tradicionalista foi representado pelo Partido Conservador Britânico. O primeiro-ministro conservador do Reino Unido Benjamin Disraeli procurou endereçar os problemas sociais afetando a classe trabalhadora devido à falta de assistência da economia laissez-faire, e formou seu conservadorismo de nação única que reclamou a falta de assistência às classes mais baixas que tinham dividido a sociedade britânica em duas nações — a rica e a pobre como resultado de iniciativa privada descontrolada, ele reclamou que ele procurou a quebra. Disraeli viu que ele apoiou uma nação britânica unida enquanto apresentando aos outros partidos representando a classe alta ou baixa. Disraeli foi hostil ao livre comércio e preferiu ao paternalismo aristocrático bem como promovendo o imperialismo. Contudo, com o renascimento do movimento socialista, com a origem do Partido Trabalhista, e o fim do Partido Liberal, o Partido Conservador mudou para se tornar um apoiador do capitalismo e um oponente do socialismo, enquanto que a defesa do capitalismo foi promovida dentro dos princípios do conservadorismo tradicional.
Outro movimento de centro-direita que surgiu na França em resposta à Revolução Francesa, foi o início do movimento de democracia cristã, onde católicos conservadores moderados aceitaram os elementos democráticos da Revolução Francesa. O primeiro partido de democracia cristã foi fundado na Itália em 1919 por Luigi Sturzo, que foi reprimido pelo regime fascista italiano e foi forçado ao exílio na França. Sturzo na França fundou um movimento internacional que apoiou a criação de um mercado comum europeu e a integração europeia para impedir a guerra, entre estes que atenderam ao grupo incluíram o futuro chanceler alemão Konrad Adenauer, Alcide de Gasperi, e Robert Schuman.

### Pós-Segunda Guerra Mundial
Na Europa pós-Segunda Guerra Mundial, os partidos democrata-cristãos de centro-direita surgiram como poderosos movimentos políticos enquanto os movimentos tradicionais autoritários na Europa diminuíram subitamente. Os movimentos democrata-cristãos tornaram-se maiores na Áustria, na Bélgica, nos Países Baixos, no Luxemburgo, Alemanha, e Itália.
O neoliberalismo surgiu como uma teoria econômica elaborada por Milton Friedman que condenou o intervencionismo na economia que foi associado com o socialismo e o coletivismo. Neoliberais rejeitaram a economia keynesiana que eles afirmaram dar também muito ênfase no desemprego revezado em a resposta à sua observação da Grande Depressão, os neoliberais identificaram o problema real como sendo a inflação e defenderam a política do monetarismo para negociar com a inflação. A economia neoliberal foi endossada pela primeira-ministra conservadora Margaret Thatcher que a adaptou como parte de um conservadorismo de livre mercado próximo ao desenvolvimento conservador americano, enquanto o tradicional conservadorismo tornou-se menos influente dentro do Partido Conservador Britânico. Contudo o Partido Conservador Britânico ainda toma uma grande base conservadora tradicional, particularmente o conservador Grupo Cornerstone. Thatcher apoiou publicamente políticos de centro-direita e apoiou sua propagação na Europa Oriental depois do fim dos regimes marxista-leninistas no final dos anos 1980 e início dos anos 1990. Depois do colapso do comunismo na Europa Oriental, uma variedade de partidos políticos de centro-direita emergiram ali, incluindo muitos que apoiam o neoliberalismo.

## Correntes
- Democracia cristã
- Libertarianismo
- Liberalismo clássico
- Conservadorismo liberal
- Neoliberalismo